# トミー・スミス (1945年生のサッカー選手)
トミー・スミス, MBE（Tommy Smith, MBE, 1945年5月5日 - 2019年4月12日）は、イングランド、リヴァプール出身の元サッカー選手。ポジションはディフェンダー。リヴァプールFCではキャプテンも務めていた。

## 経歴
リヴァプールFCのユースチーム出身で、1962-63シーズン、5月のバーミンガム戦ではFWとしてデビューを果たし、1964－65シーズンから完全にレギュラーポジションを掴み、ビル・シャンクリー、ボブ・ペイズリー 監督政権下における黄金期のキーマンの一人となった。強靱なDFとして、対戦相手と激しい争いを繰り広げるなど、DFの中心として活躍(激しくやりあうプレースタイルながら、退場処分は審判との絡みでの1度のみであった)、1972-73シーズンにはキャプテンとして、チーム初のヨーロッパの舞台でのタイトルであるUEFAカップ優勝に貢献した。1976-77シーズン、チャンピオンズカップ決勝のボルシアMG戦では決勝ゴールを決め、チームの優勝に大きく寄与した。
1977-78シーズン、チャンピオンズカップ決勝直前、DIY中にハンマーを落とした怪我により、決勝への出場を逃した。リヴァプールでは約18シーズンを過ごし、通算638試合48ゴールの成績を残した。1978年にMBEの称号を授与、1979年に引退した。
イングランド代表としてはU-23代表を経て、1971年のブリティッシュ・ホーム・チャンピオンシップにおいてウェールズ戦でフル代表デビューするも、その試合のみの出場となった。

## タイトル
リヴァプールFC
- ファーストディヴィジョン  : 1965-66, 1972-73，1975-76，1976-77
- FAカップ  : 1964-65, 1973-74
- FAチャリティ・シールド  : 1964, 1965, 1974, 1977
- UEFAチャンピオンズカップ  : 1976-77
- UEFAカップ 1972-73, 1975-76
- UEFAスーパーカップ 1977